# Cesta do Cincinnati
Cesta do Cincinnati (v anglickém originále The Road to Cincinnati) je 8. díl 32. řady (celkem 692.) amerického animovaného seriálu Simpsonovi. Scénář napsal Jeff Westbrook a díl režíroval Matthew Nastuk. V USA měl premiéru dne 29. listopadu 2020 na stanici Fox Broadcasting Company a v Česku byl poprvé vysílán 15. března 2021 na stanici Prima Cool.
Jako host v dílu účinkuje Jason Bateman jako on sám a Hannibal Buress jako Finch. Vypráví o inspektoru Chalmersovi a řediteli Skinnerovi, kteří se vypraví do ohijského Cincinnati. Byl přijat smíšeně a ve Spojených státech jej v premiéře sledovalo 1,63 milionu diváků.

## Děj
Školní inspektor Chalmers je vyzván, aby přednehl úvodní řeč na Edu-conu (sjezdu školních inspektorů). S sebou si do Cincinnati rozhodne vzít oblíbeného ředitele Finche. Během poškoly Bart naléhá na ředitele Skinnera, aby se pokusil na Edu-con dostat. Jakmile Finch onemocní, Skinner využije příležitost a Chalmers neochotně souhlasí, že pojedou spolu.
V letadle se Chalmersovi udělá špatně a nemá u sebe lék proti úzkosti, neboť Skinner nechal zavadlo s léky odbavit. Chalmers dostane panický záchvat, kvůli čemuž jsou vyhozeni z letadla. Skinner dostane od inspektora poslední šanci a rozhodnou se jet autem. Čelí řadě překážek: improvizátorům Shakespeara, okresnímu soudu a rozzlobenému gangu cyklistů. Během noclehu v apartmánech si Chalmers uvědomí, že se se Skinnerem stávají přáteli. Ředitel Skinner zaslechne telefonický rozhovor inspektora s Finchem. Dozví se, že inspektor ho plánuje vyhodit na nahradit Finchem. Naštvaný Skinner konfrontuje svého šéfa a přizná, že úmyslně otrávil Finche, aby mohl jet místo něj. Po rvačce se Chalmers vydá do Cincinnati sám. Ze začátku své řeči si inspektor uvědomí, že si prohodil sako se Skinnerem, a začne být nervózní. Nicméně se mu podaří udělat proslov, ve kterém mluví o nešikovném řediteli Skinnerovi a ke konci jej chválí. Ten nakonec také dorazí, aby mu vrátil řečnické poznámky.
Ve Springfieldu Marge nepříjemně překvapí rodinu vstupenkami na show improvizátorů Shakespeara.

## Produkce

### Vydání
V roce 2020 vydala stanice Fox Broadcasting Company osm propagačních obrázků k dílu. Premiérové vysílání bylo původně naplánováno na 8. listopadu 2020, nicméně kvůli dílu Po sedmém je každá hezčí, kterému předcházel Speciální čarodějnický díl XXXI, kterému předcházela National League Championship Series, byl díl přeložen na 29. listopadu 2020.

### Původní znění
Hannibal Buress jako host daboval v původním znění postavu ředitele Finche a Jason Bateman účinkoval jako on sám.

### České znění
Režisérem českého znění byl Zdeněk Štěpán, díl přeložil Vojtěch Kostiha a úpravkyní dialogů Ladislava Štěpánová. Hlavní role nadabovali Vlastimil Zavřel, Martin Dejdar, Jiří Lábus a Ivana Korolová. České znění vyrobila společnost FTV Prima v roce 2021. Jedná se o první díl vyrobený roku 2021. Na rozdíl od předchozího dílu Tři nesplněná přání se změnila úpravkyně dialogů (do tohoto dílu Zdeněk Štěpán), rok výroby (předchozí díl 2020) a nebylo uvedeno studio výroby (předtím holešovické Babidabi).

## Přijetí

### Sledovanost
Ve Spojených státech díl v premiéře sledovalo 1,63 milionu diváků.

### Kritika
Tony Sokol, kritik Den of Geek, napsal: „Špičková fakulta Springfieldu absolvuje vzdělávací výlet, ale na Cestě do Cincinnati se v tomto dílu Simpsonových nic nenaučí,“ a ohodnotil jej 3 hvězdičkami z 5.
Jesse Bereta, kritik Bubbleblabber, napsal: „Nejvíce vzrušující věcí v této epizodě bylo, že umožnila vedlejším postavám vyprávět svůj příběh po celou dobu trvání dílu,“ a epizoda obdržela skóre 9/10.